# Birjilanda

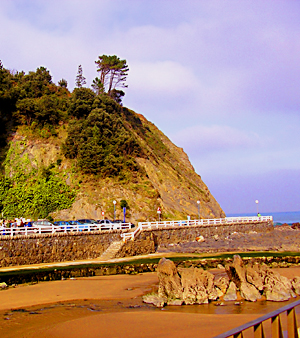
Birjilandape.

Birjilanda en Baquio (Vizcaya, España) es un entrante rocoso que limita la playa de Baquio por el oeste, ejerciendo de muro de contención, con sus acantilados, de la desembocadura del río Estepona.
Sobre este promontorio en épocas pasadas existió un puesto de vigilancia marítimo, hoy en ruinas, que favorecía el avistamiento de embarcaciones en el mar, así como la inmediata playa de Baquio. 
Su nombre original era Birjilandape, toponímico que hace referencia a zona de vigilancia en su traducción literal al castellano.
- Datos: Q8248219